# Tamara Lazakóvich
Tamara Lazakóvich (también Lazakovitsch; Óblast de Kaliningrado, Rusia, 11 de marzo de 1954 - 1 de noviembre de 1992) fue una gimnasta artística rusa que, compitiendo con la Unión Soviética, consiguió ser campeona olímpica en 1972 en el concurso por equipos.

## Carrera deportiva

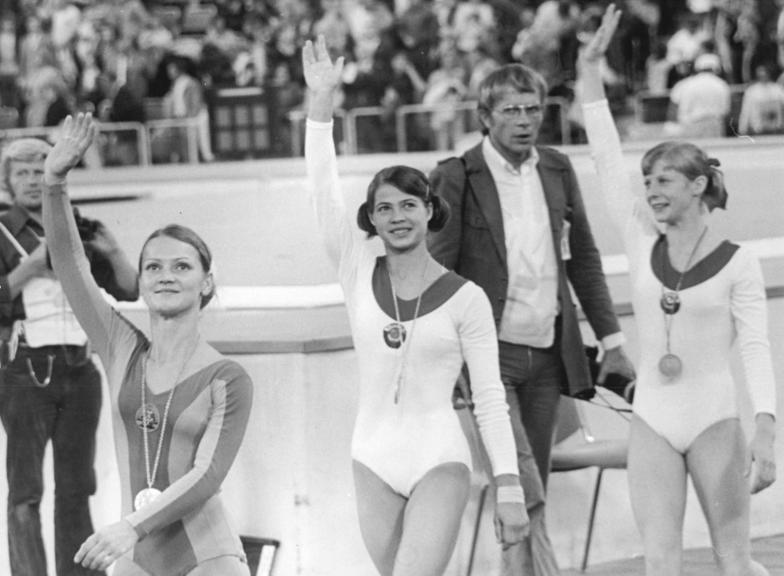
Imagen con dicha gimnasta rusa.

En el Mundial de Liubliana 1970 gana el oro en el concurso por equipos, por delante de Alemania del Este y Checoslovaquia, siendo sus compañeras: Lyubov Burda, Olga Karaseva, Larisa Petrik, Ludmilla Tourischeva y Zinaida Voronina.
En los JJ. OO. de Múnich 1972 ganó el oro en el concurso por equipos, por delante de Alemania del Este y Hungría, siendo sus compañeras de equipo: Lyubov Burda, Antonina Koshel, Olga Korbut, Elvira Saadi y Ludmilla Tourischeva. También ganó la plata en barra de equilibrio, bronce en la general individual y también bronce en suelo.